# Barkeria
Genre
Classification phylogénétique
Barkeria est un genre de plantes de la famille des Orchidaceae.
Il a été nommé en hommage à George Barker (en) (1776-1845), horticulteur anglais du XIXe siècle.
Ce genre d'Amérique centrale comporte entre 10 et 15 espèces à feuillage caduc, de petite à moyenne taille, épiphytes ou lithophytes qui poussent dans des conditions de tempéré-froid à tempéré-chaud.
Le genre est caractérisé par des racines épaisses, des pseudobulbes minces en forme de cannes, fusiformes à cylindriques, enveloppés de bractées scarieuses qui portent des feuilles caduques alternes, linéaires-lancéolées à largement ovées, articulées, sessiles, légèrement texturées. L'inflorescence en racème est terminale et porte peu ou beaucoup de fleurs.
À cultiver sur des branches ou des plaques de fougères arborescentes, en espace bien ventilé, à bonne lumière et bonne hygrométrie. Demande un bon arrosage et bien de l'engrais pendant la croissance et un repos au sec et à la lumière en hiver jusqu'à la reprise de la végétation.

## Liste d'espèces
Selon World Checklist of Selected Plant Families (WCSP) (11 octobre 2021) :
- Barkeria archilarum Chiron (2011)
- Barkeria barkeriola Rchb.f., Gard. Chron., n.s. (1884)
- Barkeria dorotheae Halb., Orquidea (Mexico City), n.s. (1976)
- Barkeria fritz-halbingeriana Soto Arenas, Orquidea (Mexico City), n.s. (1993)
- Barkeria lindleyana Bateman ex Lindl. (1842)
  - sous-espèce Barkeria lindleyana subsp. lindleyana
  - sous-espèce Barkeria lindleyana subsp. vanneriana (Rchb.f.) Thien (1970 publ. 1971)
- Barkeria melanocaulon A.Rich. & Galeotti, Ann. Sci. Nat., Bot., sér. 3 (1845)
- Barkeria naevosa (Lindl.) Schltr. (1923)
- Barkeria obovata (C.Presl) Christenson (1988 publ. 1989)
- Barkeria palmeri (Rolfe) Schltr. (1918)
- Barkeria scandens (Lex.) Dressler & Halb., Orquidea (Mexico City), n.s. (1977)
- Barkeria shoemakeri Halb., Orquidea (Mexico City), n.s. (1974 publ. 1975)
- Barkeria skinneri (Bateman ex Lindl.) Paxton (1849)
- Barkeria spectabilis Bateman ex Lindl. (1842)
- Barkeria strophinx (Rchb.f.) Halb., Orquidea (Mexico City), n.s. (1977)
- Barkeria uniflora (Lex.) Dressler & Halb., Orquidea (Mexico City), n.s. (1977)
- Barkeria whartoniana (C.Schweinf.) Soto Arenas, Orquidea (Mexico City), n.s. (1993)

Selon Tropicos (11 octobre 2021) (Attention liste brute contenant possiblement des synonymes) :
- Barkeria archilarum Chiron
- Barkeria barkeriola Rchb. f.
- Barkeria chinensis (Lindl.) Thien
- Barkeria cyclotella Rchb. f.
- Barkeria delpinalii Archila & Chiron
- Barkeria dorotheae Halb.
- Barkeria elegans Knowles & Westc.
- Barkeria fritz-halbingeriana Soto Arenas
- Barkeria halbingeri Thien
- Barkeria lindleyana Bateman ex Lindl.
- Barkeria melanocaulon A. Rich. & Galeotti
- Barkeria naevosa (Lindl.) Schltr.
- Barkeria nonchinensis (Rchb. f.) Schltr.
- Barkeria obovata (C. Presl) Christenson
- Barkeria palmeri (Rolfe) Schltr.
- Barkeria scandens (Lex.) Dressler & Halb.
- Barkeria schoemakeri Halb.
- Barkeria shoemakeri Halb.
- Barkeria skinneri (Bateman ex Lindl.) A. Rich. & Galeotti
- Barkeria spectabilis Bateman ex Lindl.
- Barkeria strophinx (Rchb. f.) Halb.
- Barkeria uniflora (Lex.) Dressler & Halb.
- Barkeria uruapani León-Peralta, Valdez-Partida & Pérez-García
- Barkeria vanneriana Rchb. f.
- Barkeria whartoniana (C. Schweinf.) Soto Arenas